# Manoir Quiquengrogne
Le manoir Quiquengrogne, aussi dénommé manoir Quiquengronne, est un édifice situé sur le territoire de la commune de Honfleur dans le département français du Calvados.

## Localisation
Le monument est situé dans le département français du Calvados, à Honfleur, aux numéros 28, 30, 32 rue de la Bavolle ou numéro 24 de la même rue.

## Histoire
Le manoir est daté de la seconde moitié du XVIe siècle et du XVIIe siècle.
L'édifice était le lieu d'enrôlement des colons pour l'Île Saint-Christophe. Il appartient au XVIIe siècle à Jean de Boisseret, propriétaire de la moitié des îles de Guadeloupe.
L'édifice fait l'objet d'une inscription au titre des monuments historiques depuis le 16 avril 1975 : sont protégées les façades et toitures.
L'édifice est transformé en appartements livrés en 2014.

## Architecture

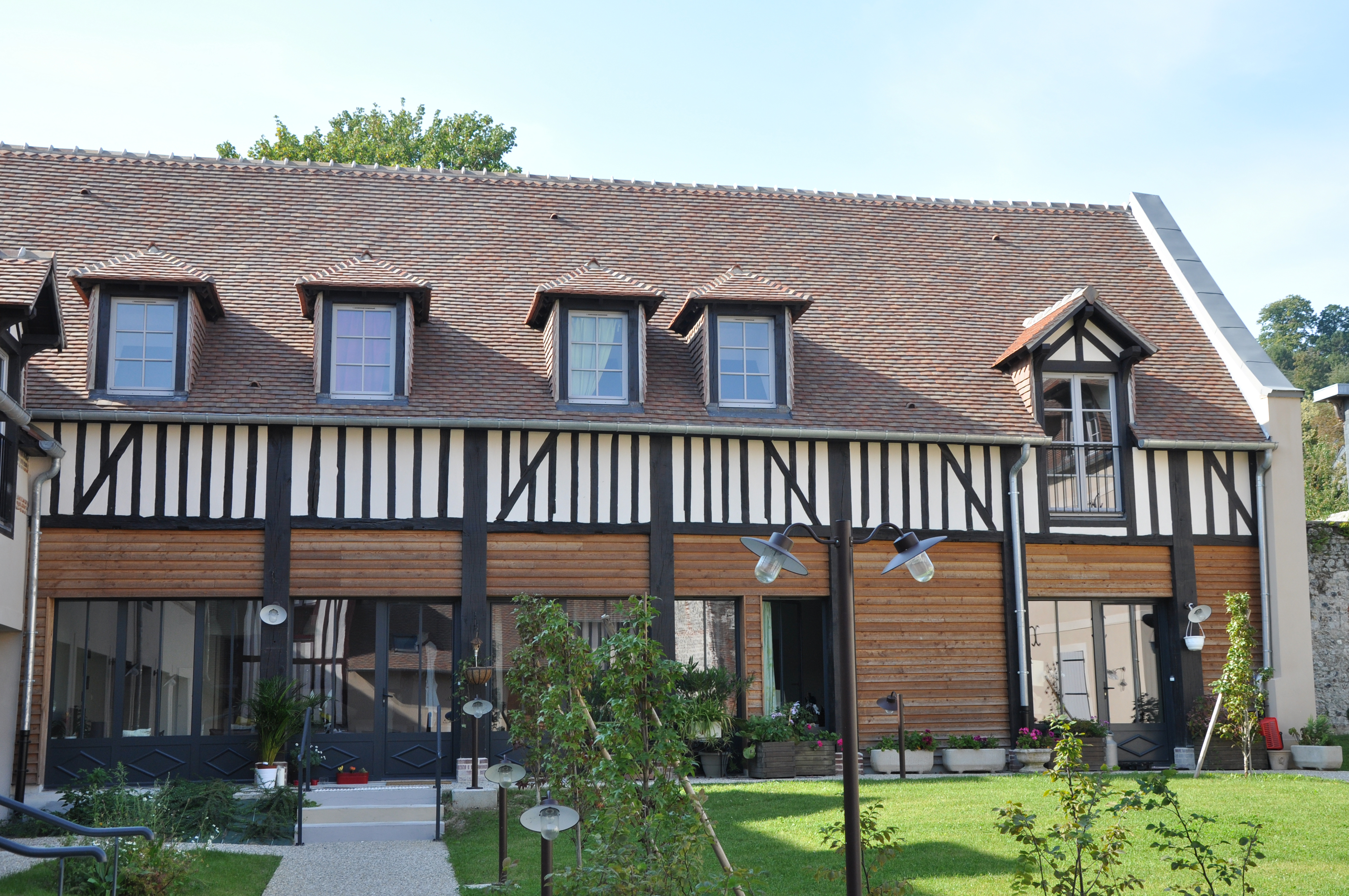
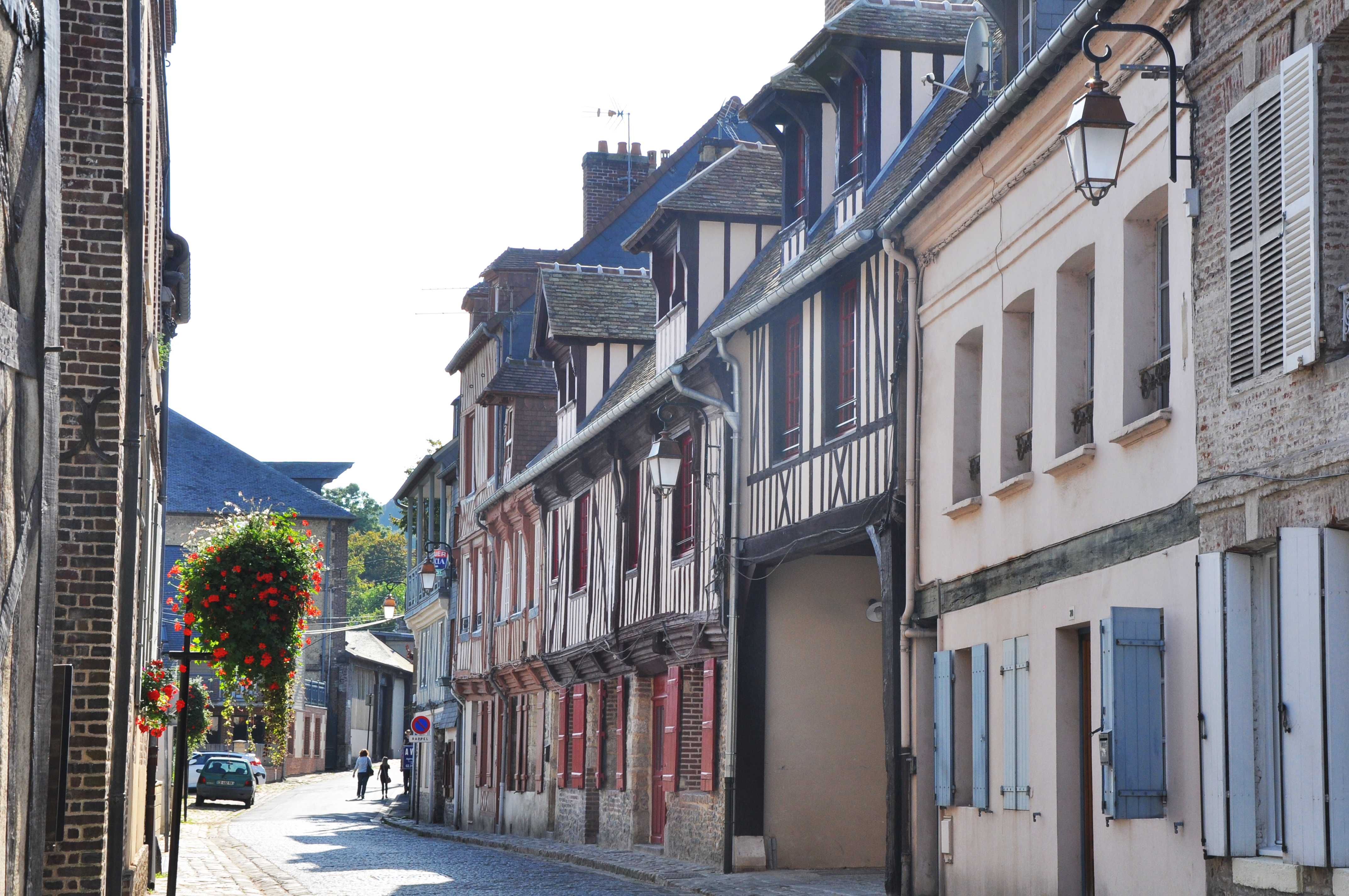

Une tête est sculptée à l'étage. 